# Ganzsachenkatalog
Ein Ganzsachenkatalog ist ein Verzeichnis von Ganzsachen, meist mit fortlaufender Nummerierung, Preisbewertung und Abbildungen. Sie sind in ihrer Art ähnlich wie Briefmarkenkataloge und stammen oft von denselben Verlagen.

## Geschichte
Im ersten Briefmarkenverzeichnis von Oscar Berger-Levrault vom September 1861 waren zugleich alle bekannten Ganzsachen aufgeführt. In der frühen Phase der Philatelie gab es keine speziellen Ganzsachenkataloge, da sie falls überhaupt zusammen mit Briefmarken katalogisiert waren. Noch in heutigen Postwertzeichenkatalogen, sind manchmal Ganzsachen, als eine eigene Rubrik mit enthalten. Im Lauf der Zeit lagerten jedoch viele Kataloganbieter die Ganzsachen in eigene Bände aus. Inzwischen gibt es eigene Ganzsachenkataloge für bestimmte Sammelgebiete, wie z. B. Privatganzsachen, Bildpostkarten beziehungsweise Kataloge für bestimmte Postgebiete oder Länderregionen.
Einer der ersten getrennt vorhandenen deutschen Ganzsachenkataloge, war der von 1896 der Gebrüder Senf und schon 1895 brachte Stanley Gibbons einen eigenen Band hierzu heraus. Aber bereits vorher gab es von Alwin Zschiesche das Werk Katalog über alle bis 1880 ausgegebenen Couverts, Streifbänder und Postkarten. Wiederum davon gab es spezialisierte Werke, wie z. B. das erste von 1875 vom Händler F. B. Prietsch, mit dem Namen „Katalog aller seit 1818 bis April 1875 emittirten Postcouverte“ aus Leipzig für Ganzsachen-Briefumschläge mit 33 Seiten. Der bislang umfangreichste Katalog mit weltweiter Abdeckung ist der „World Postal Stationery Catalog“ von Higgins & Gage mit 19 Teilausgaben, die nach und nach zwischen 1964 und 1986 erschienen.

## Eigenschaften
Abgebildete Merkmale sind Wertzeicheneindrucke, teils Bilder der kompletten Ganzsachen oder charakteristische Teilstücke davon. Außerdem können weitere Merkmale enthalten sein, wie zum Beispiel bei Briefumschlägen die verschiedenen Laschenformen, bei Kartenbriefen teilweise deren unterschiedlichen Perforierungsvarianten oder andere Variationen. Neben den Preisen für die vollständigen Sammelstücke, sind manchmal zudem Preise von den Ganzsachenausschnitten aufgeführt, die meist zwischen 10 und 50 Prozent der kompletten Ganzsachen betragen.

## Beispiele für Kataloge
- Michel Ganzsachen-Katalog Deutschland, Schwaneberger Verlag GmbH, Unterschleißheim
- Zumstein Spezialkatalog und Handbuch: Die Ganzsachen der Schweiz. Verlag Zumstein & Cie., Inh. Hertsch & Co., Bern, ISBN 978-3-909278-90-9
- R. Zimmerl: ANK-Österreich-Ganzsachenkatalog 2009: Amtliche Ganzsachen ab 1861 bis heute. Verlag: Austria Netto, 1. Auflage 2009, 192 Seiten, ISBN 3902662018
- Franz Schneiderbauer: Ganzsachen Österreich Spezialkatalog und Handbuch, Krems 1981, Verlag: Kresta
- Siegfried Ascher: Großer Ganzsachen-Katalog (Afghanistan-Zypern). Borna-Leipzig 1925–1928, Nachdruck von 2004, 1577 Seiten, ISBN 3-936059-16-0
- Schweizer Postkarten Handbuch, Schweizerischer Ganzsachen-Sammler-Verein, www.ganzsachen.ch oder www.mbtaxcards.ch